# キングダム ハーツ バース バイ スリープ
『キングダム ハーツ バース バイ スリープ』（KINGDOM HEARTS Birth by Sleep、略称: BbS、KHBbS）は、2010年1月9日にスクウェア・エニックスより発売されたPlayStation Portable用コンピュータゲーム。

## 概要
ディズニーとスクウェア・エニックスのコラボレーション作品である『キングダム ハーツ シリーズ』の一作で、東京ゲームショウ2007において、シリーズ新プロジェクトの一つとして『キングダム ハーツ コーデッド』『キングダム ハーツ 358/2 Days』と同時発表された。『キングダム ハーツII ファイナル ミックス+』（の2枚組のうちの一つ『キングダム ハーツII ファイナル ミックス』）のシークレットムービー「Birth by sleep」をサブタイトルに冠している通り、このムービーで提示された謎を明かす作品。ストーリーは第一作『キングダム ハーツ』の10年前と、シリーズ中で最も過去のものとなり、シリーズに登場する様々なキャラクターの過去の姿や『KH』の時点で崩壊していたワールドが登場するのも特徴。
PSPの性能と容量を生かし、PS2版『キングダム ハーツII』に近い操作性やグラフィック、イベントシーンの量など、前述の同時発表された3作の中では本流の『KH』に最も近い作品である。また本作のコンセプトの一つが「進化した『KH』」であり、基本的なインターフェースは『KH2』をベースとしてバトルや成長のシステムには新たな要素が加えられている。ディレクター・野村哲也は「ソラが主人公でないからナンバリングをつけなかっただけで、ボリュームや密度の濃さはPS2の時と大差ない」と語っている。また、『KH』『KH2』と同様に、追加要素を加えた英語音声版『ファイナル ミックス』が発売されている（後述）。
開発は『Re:チェイン オブ メモリーズ』（Re:COM）を開発したスクウェア・エニックス大阪開発部。開発は早くから始まっていたものの、『Re:COM』のリメイクを担当することが決まり本作は一時中断となっていた。その後システムなどの全面的な見直しが行われ、その結果同時発表された『358/2 Days』『コーデッド』の中では最初に開発が始まりながら、最後に発売される作品となった。
『COM』のゲームボーイアドバンスSPや『358/2 Days』のニンテンドーDSiと同じく、本作も野村によるオリジナルデザインのPSP-3000を同梱した限定版が発売された。限定版を含め発売初週で51万本を売り上げ、PSP用ソフトの初週実績としては歴代3位（当時）を記録した。また、2012年12月6日に廉価版「アルティメットヒッツ」が発売されている。
2014年に発売されたPS3用ソフト『キングダム ハーツ HD 2.5 リミックス』には、『ファイナル ミックス』版がHDリマスターされて収録されている（音声は日本語）。元がPSP用のゲームだったものをPS3で出すにあたり、多岐に渡り変更が加えられている。詳細は当該項目を参照のこと。

## ゲームとしての特徴

### 3人の主人公
主人公はテラ、ヴェントゥス、アクアの3人で、シナリオもそれぞれ3本独立して存在する。ゲームの序盤に操作するキャラクターを選択し、そのキャラクターのシナリオを進めていくことになるのだが、巡る世界は共通でも主人公によって出会う人物や訪れる場所、戦うボスキャラクター等が異なっており、全てのシナリオをクリアすることでストーリーの全容が明らかになる構成をとっている。セーブデータは個別に作られるが、1つのシステムファイルによって管理されており、クリアすることで総合的な進行度が表示される。
また、各キャラクターのシナリオ中には「ゼアノートレポート」というアイテムがそれぞれ異なる種類が手に入る。これをキャラクターごとに全種集めた状態で各シナリオのラストボスを倒してエンディングを迎えると、本作の最後の戦いが描かれる「ラストエピソード」がプレイ可能になる。

### バトルシステム
これまでのシリーズのバトルスタイルを踏襲しながらコマンドを自由にカスタマイズ出来るようになっており、戦略の自由度が広がっている。システムの変化に伴いコマンド欄はデッキコマンド3つと「たたかう」コマンドで構成されている。
バトルにおける「技」に該当するコマンドに成長要素、カスタマイズ要素、収集要素を持たせたようなシステムが特徴。ディレクターの野村曰く、『COM』『すばらしきこのせかい』を経て発展させたシステムで、「やっと完成形に近いシステムが出来上がった」とのこと。
ベースコマンド
従来と同じく、○ボタンで繰り出す攻撃。コマンドアイコン上部にはコマンドゲージが存在し、攻撃を当てることで溜まっていく。これが最大まで溜まった時、スタイルチェンジの条件を満たしていなければ強力なフィニッシュコマンドが発動する。また、特定の条件を達成することでフィニッシュコマンドもさらに進化していく。
デッキコマンド
ベースコマンド以外に使用するコマンドを自由にカスタマイズするデッキ。バトルコマンド、アクションコマンド、シュートロックコマンドの3つに分類される。なお各コマンドにはレベルがあり、バトルで敵を倒すと獲得できるCPが溜まることでレベルアップし、威力や性能の向上の他にも、後述するコマンドチャージに使用可能になるというメリットが生まれる。
バトルコマンド
△ボタンで繰り出す攻撃で、デッキにセットした技を使用する。武器による攻撃を行うアタック、攻撃魔法や回復魔法を唱えるまほう、回復アイテムを消費するアイテム、マルチプレイ時に効果を発揮するフレンドの4つのカテゴリが存在する。ゲーム開始当初にセットできるのは3つで、シナリオを進めるにつれ最大8つまでセットできるようになる。MPが存在しない代わりにコマンドにはゲージが設定されており、使用するとゲージのチャージが始まり、チャージが終了するまでは再度使うことができない。本作のバトルではこのコマンドのカスタマイズが難易度も左右するほど大きなウェイトを占めている。
アクションコマンド
×ボタンで使用するジャンプや、□ボタンで使用するガードなど、攻撃以外の特殊技能（従来のシリーズでは「アビリティ」に該当する）をセットする。
シュートロックコマンド
FOCUSゲージが満タンの時、LボタンとRボタンを長押しすることで発動できるコマンド。使用すると視点がプレイヤーキャラのすぐ後ろへ移動し、カーソル内に収めた敵をロックオンする。スティックでカーソルを動かすことでより多くの敵をロックオンし、制限時間内にロックオンした敵全てに目がけて強力な技を撃ち込む。多数の敵をロックオンすることも敵一体を多重ロックオンすることも可能。ただしロックオン中は無防備となってしまい、そこでダメージを受けるとシュートロックが解除されてしまう。様々な種類が存在し、各主人公に専用のものも存在するが、セットできるのは各キャラにつき1つのみ。なおFOCUSゲージは攻撃を当てることで少しずつ回復する。

スタイルチェンジ
バトル中に使用したバトルコマンドによってバトルスタイルが多彩に変化するシステム。いわゆる一時的なパワーアップ。通常はコマンドゲージが最大まで溜まるとフィニッシュコマンドが発動するのだが、特定のバトルコマンドを使用した状態でコマンドゲージを最大まで溜めるとその状態に応じたスタイルチェンジが起こり（例：ファイア系→ファイアブレイザー、サンダー系→サンダーボルト）、ベースコマンドが変化する。スタイルチェンジにもコマンドゲージが存在し、ゲージを最大まで溜めてフィニッシュコマンドを使用するとスタイルは解かれるのだが、スタイルチェンジ中に使用したバトルコマンドによってはそこでさらに強力な2段階目のスタイルチェンジを起こすこともできる。スタイルはストーリー進行などによって開放されていき、以後は条件を満たせば切り替え可能。
ディメンションリンク
D-LINKゲージが満タンの状態で発動でき、発動中はゲージが減少していく。シナリオ中に出会った様々なキャラクターの力を借り、そのキャラクターのデッキを使用することができる。ディメンションリンク中に低確率で敵が「シンボル」という星型のアイテムを落とすことがあり、それを取得するとデッキが強化モードにバージョンアップする（最大2段階まで）。ミラージュアリーナで通信したプレイヤーとリンクすることも可能。
コマンドチャージ
2つのコマンドを合成することによって新しいコマンドを生み出すシステム。コマンドによっては合成するのに一定のレベルを必要とする。合成時に素材を追加するとサポートアビリティを付属させることができ、そのコマンドのレベルを最大まで上げるとアビリティをマスターし、以降はそのコマンドをデッキに入れなくてもアビリティの効果を得られるようになる。なお、素材がなくても低確率でアビリティが付属することがある。

### コマンドボード
ボードゲーム形式のミニゲーム。プレイすることによってコマンドのレベルを上げたり、レアなバトルコマンドやシュートロックコマンドを入手することも可能。ルールやシステムは『いただきストリート』にかなり近い。

### ミラージュアリーナ
『358/2 Days』のようにマルチプレイが可能なワールド。協力してアリーナミッションを攻略するアリーナモード、プレイヤー同士で対戦するVSアリーナモード、コマンドボード、ランブルレーシングの4つのモードがある。ソロプレイ用のオフラインも存在する。ゲームによって得られるメダルはメダルショップで景品と交換できる。

### シークレットムービー
条件を満たして「ラストエピソード」をクリアすると、『KH』『KHII』同様にシークレットムービーが見られる。タイトルは「Blank Points」。従来は次回作の予告的なフルCGの高画質ムービーだったが今作では通常のカットシーンと同じムービーであり、内容も以降の展開への伏線を張りつつ物語を締めるエピローグ的なものとなっている。

## キングダム ハーツ バース バイ スリープ ファイナル ミックス
『キングダム ハーツ バース バイ スリープ ファイナル ミックス』（KINGDOM HEARTS Birth by Sleep FINAL MIX）は、海外版『バース バイ スリープ』をベースとして追加要素を搭載した英語音声版。2011年1月20日発売。2010年9月16日に正式に発表され、これは北米版と欧州版の発売からわずか1週間ほどでのタイミングであった。海外版で追加された追加要素の他に、さらなる『ファイナル ミックス』版独自の新要素が加わっている。
なお、初回生産特典として、「DDFFキャラクターデータダウンロードカード」が封入。これに記されたプロダクトコードにより、『ディシディア デュオデシム ファイナルファンタジー』において『KH』のコスチュームのクラウドが使用可能になる。
- 音声が英語に
イベントムービーを視聴するシアターモードのみ、日本語と英語の切り替えが可能。なおフェイシャルモーション（顔の表情付け）は英語のもののみとなる。
- 最高難易度「クリティカルモード」追加
- 「シークレットエピソード」追加
ラストエピソードから直接続くシナリオ。なおこのエピソードのみイベントシーンが日本語音声となる（バトル中の音声は英語）。
- ボス追加
旅立ちの地に黒コートの謎の人物が出現。
- ミラージュアリーナに新ミッション追加
『ピノキオ』のモンストロと戦う「大海原の怪物」、アーマー・オブ・ザ・マスターと戦う「光の訓導」、ノーハートと戦う「闇への遠謀」が追加。それぞれ新規の強力なボスと戦うミッションとなっている。
- ピートとのディメンションリンク追加
- 新コマンドスタイル「リズムミキサー」追加
- コマンドボードにネバーランドを舞台にした「スカルボード」追加
- リズミックアイスに新曲が3曲追加
- アイスショップに「デイジーソルベ」追加
- ランブルレーシングに新コース「キャッスルサーキット」追加
- ステッカーアルバム追加
各地に散らばるステッカーを集める、『KH2FM』のピーズパズルのような要素。ステッカーをアルバムに貼る際、適切な位置に貼ることでポイントを貯めてアイテムを獲得できる。
- 一部イベントムービーの細部変更
幼少時のソラ、リク、カイリにフェイシャルモーションが付けられるなど。
- デッキコマンド追加
- キーブレード追加
- アンヴァースミッション追加
- アンヴァースのテクスチャ変更
- バトルのバランス調整

## あらすじ

### プロローグ
選ばれし者のみが手にする「キーブレード」とキーブレードを操る「キーブレード使い」、そしてキーブレード使いを導く「キーブレードマスター」。『キングダム ハーツ』の物語が始まる10年前、テラ、ヴェントゥス、アクアの3人はキーブレードマスターを目指し、師であるマスター・エラクゥスの元、「旅立ちの地」で修行の日々を送っていた。テラとアクアのマスター承認に際し、執り行われた承認試験を発端に3人の運命は大きく動き出す。
マスター・エラクゥスと招かれたマスター・ゼアノートの立ち会いで行われた承認試験は、アクアのみ承認という結果に終わる。試験後、ゼアノートは己の闇を指摘され思い悩むテラに「心の闇を消すのではなく力で制せ」と助言を与え、直後に失踪し連絡が途絶える。それに前後して元キーブレードマスターであるイェン・シッドの連絡を受けて、光のプリンセスたちが「生命に精通しない者・アンヴァース」の脅威に晒されていることを知ったエラクゥスは、テラとアクアにアンヴァースの討伐と失踪したゼアノートの捜索を命じる。一方ヴェントゥスは、突如現れた仮面を被った謎の少年ヴァニタスの「二度とテラと会えなくなる」という言葉を聞き、任務に発つテラを追って禁を犯して外の世界へ飛び出す。ヴェントゥスを追うようにアクアも出発するが、彼女には任務の他に「テラが闇に堕ちないよう監視する」役目も与えられていた。

### 本編
3人はそれぞれアンヴァースを倒しながら世界を回る。テラはマレフィセントに利用され、オーロラ姫の心を奪うことに加担してしまった自責の念から闇に屈しない力を手に入れることを決意。その後、再会したゼアノートから、ヴェントゥスの心からヴァニタスを生み出してしまったという過ちを知らされ、ヴァニタスを倒すべく行動する。ヴェントゥスはテラに会えないことで不安を募らせた末にヴァニタスと遭遇。圧倒的な力の差に追い詰められるもミッキーに救われ、友達になる。そしてアクアは見え隠れするテラの闇の痕跡と、耳を貸さないヴェントゥスの変わりぶりに苦悩しつつレイディアントガーデンに辿り着き、アンヴァースに襲われていた少女・カイリを居合わせたミッキーと共に助ける。やがて、このレイディアントガーデンの地で3人は再会を果たすも、テラはアクアがエラクゥスの命令で自分を監視していたこと、そして彼女に「闇に近づき過ぎているのでは」と指摘されたことにショックを受け、2人を置いて立ち去る。直後、アクアの指摘通りテラは怪しい男ブライグからゼアノートを救うべく闇の力を使ってしまい絶望するが、ゼアノートによって弟子へと迎えられ、その思想へと傾倒していく。アクアはヴァニタスと遭遇し、その狙いがヴェントゥスであると知る。ヴェントゥスを戦いに巻き込まないために置き去りにしてアクアは去っていき、残されたヴェントゥスは落ち込むが、新たな友達との出会いによって改めて親友を追うことを決意する。
3人はその後もそれぞれの足で各地を巡る。やがてテラはデスティニーアイランドで2人の子供ソラとリクと出会い、大切なものを守る力を求めるリクに継承の儀を行う。友とのすれ違いに思い悩んでいたアクアも2人と出会い、リクが道に迷いそうになったらソラが助けるように言った。一方、ヴェントゥスはミッキーを助けに行った荒野でゼアノートに遭遇。ゼアノートは純粋な光であるヴェントゥスと純粋な闇であるヴァニタスの衝突により「χ（キー）ブレード」を誕生させるという思惑を語り、全てを知って旅立ちの地にヴェントゥスを閉じ込めていたエラクゥスを問い質すように告げる。旅立ちの地に飛ばされたヴェントゥスはエラクゥスを問い詰めるが、ゼアノートの狙いを知ったエラクゥスはヴェントゥスを封印するべくキーブレードを向け、そこにテラが駆けつける。ヴェントゥスを守るためにエラクゥスに戦いを挑んだテラだが、全ては彼を闇に落とすというゼアノートの策略であり、敗れて疲弊していたエラクゥスを亡き者にしたゼアノートは旅立ちの地を破壊してテラを「キーブレード墓場」へと誘う。真実を知ったヴェントゥスもヴァニタスや自身の運命との決着を付けるべくキーブレード墓場へ向かい、イェン・シッドに師の訃報を聞かされたアクアもテラを追ってキーブレード墓場を目指す。
古の「キーブレード戦争」の地・キーブレード墓場で3人は合流する。そこに現れたゼアノートとヴァニタスとの壮絶な戦いが始まった。テラは怒りから心を闇に染めてゼアノートを打ち破るも、最初からゼアノートは老いた体を捨て、若く屈強なテラの肉体を奪うことを目論んでいたのだ。その思惑通り闇に染まったテラはゼアノートの器となってしまい、身体を乗っ取ったテラ=ゼアノートは悠々と去ろうとするが、テラの思念が宿った鎧が立ち塞がる。一方、アクアはヴァニタスの不意打ちに倒れ、怒ったヴェントゥスはヴァニタスを破るが、これもヴェントゥスとの融合を果たす策略であった。アンヴァースとは純粋な闇であるヴァニタスの感情から生まれた存在であり、3人の成長を促すべく世界に撒かれたのであった。そして意図通り強くなったヴェントゥスの心はヴァニタスに取り込まれ、χブレードが完成してしまう。アクアは駆けつけたミッキーに助けられ、共にヴァニタスと戦うも追い詰められる。しかし友との絆の力で反撃し、辛うじてχブレードの切先を砕く。そして精神世界で目覚めたヴェントゥスは死闘の末にヴァニタスを倒し、χブレードも消滅する。しかし、自身の心から作り出されたχブレードを破壊した代償で、ヴェントゥスもまた醒めない眠りに就く。χブレード消滅の余波にキーブレード墓場は呑まれていき、テラの思念に敗れたテラ=ゼアノートも巻き込まれる。そしてテラの思念が宿った鎧は、その場に留まるのだった。

### ラストエピソード
異空の回廊を漂っていたアクアとヴェントゥスはミッキーに助けられるが、ヴェントゥスは目覚めずテラも行方不明だった。アクアは旅立ちの地の秘密の仕掛けを作動させ、「忘却の城」へと変異させる。起動者であるアクア以外は何者も決して立ち入れない「目覚めの部屋」にヴェントゥスを残し、テラを探しに発ったアクアは、レイディアントガーデンでテラを再会する。しかし彼はテラ=ゼアノートであった。アクアはテラを取り戻すべく最後の戦いを挑むが、尚も抵抗を続けるテラの心を追い出すべくテラ=ゼアノートは自らにキーブレードを刺し、その身体は闇へと落ちていく。追い掛けたアクアは自身と引き換えにテラ=ゼアノートを光の世界へ戻し、闇の世界へとただ一人落ちていった。地上ではこのショックで記憶を失ったテラ=ゼアノートが賢者アンセムによって助けられており、その横にはアクアの鎧とキーブレードだけが残されていた。そして眠りに就くヴェントゥスの傷付いた心は、かつて互いに心を補い合っていたソラと再会し、再び同化する。
それから10年もの時が流れたが、アクアは時間の概念の無い闇の世界を果てしなく彷徨っていた。その末に、ある人物と出会う。彼が言うには、光の世界は何度も闇に呑まれそうになったが、その度にキーブレードを手にした少年に救われたという。その少年の名「ソラ」を聞いたアクアは涙を流した。そしてデスティニーアイランドでは、王様の手紙を受け取ったソラが「自分につながるすべて」を取り戻すべく、新たな旅の支度を始めていた。

## 登場キャラクター

### メインキャラクター
テラ（Terra）
本作の主人公の一人。落ち着いた物腰の青年で、自らの鍛錬を怠らない。ヴェントゥス、アクアを含めた三人の中ではリーダー的存在であり、特にヴェントゥスにとっては兄貴分の存在でもある。ヴェントゥスやアクアと共にマスター・エラクゥスの元で修行をしていたが、マスター・ゼアノートの失踪を機に世界を巡る冒険に出る。キーブレードを使ったパワーのある攻撃を得意とする。名前の「テラ（Terra）」はラテン語で「大地」を意味する。
ヴェントゥス（Ventus）
本作の主人公の一人。通称は「ヴェン」。『キングダム ハーツII』に登場したロクサスによく似た姿をした少年。明朗快活で、純粋な性格の持ち主。テラやアクアからは弟のように可愛がられており、ヴェントゥスも二人のことを慕っている。仮面の少年・ヴァニタスにより不吉な言葉を残され、テラを追って世界を飛び出すことになる。逆手に持ったキーブレードによる素早い攻撃が得意。名前の「ヴェントゥス（Ventus）」はラテン語で「風」を意味する。
アクア（Aqua）
本作の主人公の一人。正義感が非常に強く、真面目な性格の女性。常に凛とした態度をしているが、テラやヴェントゥスを優しく見守る女性らしい様子も見せる。テラが闇に堕ちる可能性を案じたマスター・エラクゥスによりテラを監視するよう命じられ、またテラを追って旅立ったヴェントゥスを連れ戻すために旅立つ。身軽さを生かした攻撃と、魔法を使いこなす。名前の「アクア（Aqua）」はラテン語で「水」を意味する。

### サブキャラクター
ミッキー（Mickey）
ディズニーキャッスルの王で、彼もまたキーブレードの使い手。配下のドナルドやグーフィーからは「王様」と呼ばれている。元キーブレードマスターのイェン・シッドの弟子として修行していたが、世界に起こり始めている異変を知り、師匠の制止も聞かずに飛び出す。冒険の先々で出会ったヴェントゥスやアクアに力を貸してくれる場面もある。
マスター・ゼアノート（Master Xehanort）
金色の瞳のキーブレードマスター。本作の鍵を握る人物。『キングダム ハーツ』のゼアノートと同じ名前で、またゼアノートのハートレスと同じ服を着ている。テラとアクアのマスター承認試験のために旅立ちの地を訪れ、テラに助言を残した後に失踪してしまう。既に老齢であるが、その身に秘めた力は強大。世界は光と闇の均衡が重要であると考えている。名前は「No Heart + X」または「Another + X」のアナグラム。
ヴァニタス（Vanitas）
顔をフルフェイスのヘルメットのように隠し、全身を赤と黒のアーマーに包んだ、ダークモード時のリクの姿によく似た謎の少年。マスター・ゼアノートと何らかの繋がりがある。名前の「ヴァニタス（Vanitas）」はラテン語で「空虚」を意味する。
マスター・エラクゥス（Master Eraqus）
テラ、ヴェントゥス、アクアのマスター。厳格な性格だが根は優しく、三人を我が子のように大切に思っている。失踪したマスター・ゼアノートの捜索をテラとアクアに命じる。光を絶対のものと考えており、マスター・ゼアノートとは兄弟弟子だが彼とは考え方が相反するところがある。名前は「スクウェア（SQUARE）」のアナグラム。

## 声の出演
オリジナル版キャスト（日本語） / 『ファイナル ミックス』版キャスト（英語）の順。
- テラ - 置鮎龍太郎 / ジェイソン・ドーリング
- アクア - 豊口めぐみ / ウィラ・ホランド
- ヴェントゥス - 内山昂輝 / ジェシー・マッカートニー
- ミッキーマウス - 青柳隆志 / ブレット・イワン
- マスター・ゼアノート - 大塚周夫 / レナード・ニモイ
- ヴァニタス - 入野自由 / ハーレイ・ジョエル・オスメント
- マスター・エラクゥス - 井上真樹夫 / マーク・ハミル
- イェン・シッド - 稲垣隆史 / コーリー・バートン
- ブライグ - 大塚芳忠 / ジェームズ・パトリック・スチュアート
- ディラン - 秋元羊介[7] / デビッド・ダイアン・フィッシャー
- エヴェン - 野沢那智 / デレク・スティーヴン・プリンス
- エレウス - 立木文彦 / デイヴ・ボート
- アイザ - 佐藤銀平 / カーク・ソーントン
- リア - 藤原啓治 / クイントン・フリン
- テラ=ゼアノート - 大塚明夫 / リチャード・エプカー
- ソラ（幼少） - 吉永拓斗 / ルーク・マンリケス
- リク（幼少） - 嶋英治 / タイ・パニッツ
- カイリ（幼少） - 諸星すみれ / アリエル・ウィンター
- カイリの祖母 - 池田昌子 / キャサリン・ボーモント
- 賢者アンセム - 若山弦蔵 / コーリー・バートン
- ソラ - 入野自由 / ハーレイ・ジョエル・オスメント
- リク - 宮野真守 / デビッド・ギャラガー
- カイリ - 内田莉紗 / ヘイデン・パネッティーア
- ロクサス - 内山昂輝 / ジェシー・マッカートニー
- シオン - 内田莉紗 / ヘイデン・パネッティーア
- ナミネ - 中原郁 / ミーガン・ジェット・マーティン
- ザックス - 鈴村健一 / リック・ゴメス
- ドナルドダック - 山寺宏一 / トニー・アンセルモ
- グーフィー - 島香裕 / ビル・ファーマー
- マーリン - 有川博 / ジェフ・ベネット
- スクルージ - 伊井篤史 / アラン・ヤング
- ミニーマウス - 水谷優子 / ルシー・テイラー
- チップ - 滝沢ロコ / トレス・マクニール
- デール - 稲葉実 / コーリー・バートン
- ヒューイ - 坂本千夏 / ルシー・テイラー
- デューイ - 坂本千夏 / ルシー・テイラー
- ルーイ - 坂本千夏 / ルシー・テイラー
- ホーレス - 伊井篤史 / ビル・ファーマー
- ピート - 大平透 / ジム・カミングス

- 白雪姫 - 小鳩くるみ / キャロライン・ガードナー
- 王子 - 森川智之 / ジェームズ・アーノルド・テイラー
- 王妃 - 里見京子 / スーザン・ブレイクスリー
- マジックミラー - 大木民夫 / コーリー・バートン
- 先生 - 熊倉一雄 / デヴィッド・オグデン・スティアーズ
- ねぼすけ - 八木光生 / ビル・ファーマー
- てれすけ - 石森達幸 / ジェフ・ベネット
- ごきげん - 滝口順平 / デヴィッド・オグデン・スティアーズ
- くしゃみ - 槐柳二 / ボブ・ジョールズ
- おこりんぼ - 永井一郎 / コーリー・バートン
- シンデレラ - 鈴木より子 / ジェニファー・ヘイル
- プリンス・チャーミング - 堀内賢雄 / マット・ノーラン
- ジャック - 山寺宏一 / ロブ・ポールセン
- フェアリー・ゴッドマザー - 京田尚子 / ルシー・テイラー
- トレメイン夫人 - 此島愛子 / スーザン・ブレイクスリー
- アナスタシア - 喜田あゆ美 / ジーナ・タトル
- ドリゼラ - 安達忍 / ルシー・テイラー
- 大公 - 岩崎ひろし / ロブ・ポールセン
- ルシファー - ジョン・オルソン[8]
- ピーター・パン - 林勇 / クリストファー・スティール
- フォクシー - 柴井伶太 / メイソン・ヴェール・コットン
- カビー - 新井海人 / ウォーリー・ウィンガート
- フック船長 - 内田直哉 / コーリー・バートン
- スミー - 熊倉一雄 / ジェフ・ベネット
- オーロラ - すずきまゆみ / ジェニファー・ヘイル
- フィリップ - 古澤徹 / ジョシュ・ロバート・トンプソン
- フローラ - 麻生美代子 / バーバラ・ディリクソン
- フォーナ - 京田尚子 / ルシー・テイラー
- メリーウェザー - 野沢雅子 / トレス・マクニール
- マレフィセント - 沢田敏子 / スーザン・ブレイクスリー
- プー - 亀山助清 / ジム・カミングス
- ティガー - 玄田哲章 / ジム・カミングス
- ヘラクレス - 鈴木正和 / ジョシュ・キートン
- フィル - 永井一郎 / ロバート・コスタンゾ
- ハデス - 嶋田久作 / ジェームズ・ウッズ
- 試作品626号（スティッチ） - 山寺宏一 / クリス・サンダース
- ジャンバ博士 - 飯塚昭三 / デヴィッド・オグデン・スティアーズ
- ガントゥ - 石塚運昇 / ケビン・マイケル・リチャードソン
- 議長 - 谷育子 / ゾー・コールドウェル
- 試作品221号（スパーキー） - 高木渉 / フランク・ウェルカー
- パトロール - 奥田啓人 / アンドレ・ソグリウゾ
- オペレーター - 斎藤恵理 / ジェニファー・ヘイル
- システム - 滝沢ロコ / ジーナ・タトル

## 登場ワールド
旅立ちの地（Land of Departure）
マスター・エラクゥスの下で、テラ、アクア、ヴェントゥスがキーブレード使いとしての修行を積んでいる地。テラとアクアのマスター承認試験を機に、三人は外の世界へ旅立っていくこととなる。
エンチャンテッド・ドミニオン（Enchanted Dominion、作品：眠れる森の美女）
大きな城と美しい森がある王国。しかし今は、国民の全てが魔女マレフィセントの魔法により眠りにつかされている。テラ編では最初に上陸するワールド。
テラ編
テラはアンヴァースを追っていると、マレフィセントという魔女と出会う。マレフィセントは言葉巧みにテラを惑わせ、魔法でテラを操りオーロラ姫の心を取り出させてしまう。
ヴェントゥス編
心を失い眠り続けるオーロラ姫に会ったヴェントゥス。ヴェントゥスはオーロラ姫の心を取り戻すため、彼女の育ての親である三人の妖精と共に、森を抜けた先にあるマレフィセントの城へと乗り込む。
アクア編
マレフィセントの城に向かったアクアは、「テラが闇に堕ちた」とヴェントゥスに告げているマレフィセントを見かける。アクアはマレフィセントの魔法で地下の牢獄に入れられてしまうが、そこでオーロラ姫を助けんとするフィリップ王子に出会う。

ドワーフ・ウッドランド（Dwarf Woodlands、作品：白雪姫）
森や山など、豊かな自然に囲まれた王国。ヴェントゥス編では最初に上陸するワールド。
テラ編
全てを見通すという魔法の鏡の噂を聞きつけて城にやってきたテラ。マスター・ゼアノートについて鏡に聞こうとするが、その所有者である女王は、条件として白雪姫という少女の心臓を持ってくるよう命ずる。
ヴェントゥス編
ヴェントゥスは鉱山で見つけた七人の小人にテラのことを尋ねるが、彼らは全く聞く耳を持たない。他の人に話を聞こうとヴェントゥスが森を歩いていたところ、白雪姫がうずくまっているのを見つける。
アクア編
アクアが森を歩いていると、七人の小人が悲しみに暮れていた。理由を聞くと、彼らの大切な人である白雪姫が毒リンゴを食べて永遠の眠りについたのだという。アクアは白雪姫を助ける方法を探るため女王の城へ向かう。

キャッスル・オブ・ドリーム（Castle of Dreams、作品：シンデレラ）
煌びやかな城を構えている王国。城では国中の娘を集めた舞踏会が開かれている。アクア編では最初に上陸するワールド。
テラ編
ドレスを破られ泣き崩れているシンデレラを見かけたテラ。そこにフェアリー・ゴッドマザーが現れ、彼女に魔法で出来たドレスと馬車を用意する。シンデレラの心の強さに興味を持ったテラは、城にうごめくアンヴァースから彼女を守りエスコートすることに。
ヴェントゥス編
この世界に来たヴェントゥスはなぜか小さな姿となってしまっていた。継母達からひどい仕打ちを受けているシンデレラを舞踏会に行かせるため、ヴェントゥスはネズミのジャックに協力し、家中を駆け回ってドレスの材料集めに奮闘する。
アクア編
アクアは城を去ろうとするテラと出くわし、シンデレラに会うよう伝えられる。舞踏会場を見に行ったアクアは、シンデレラを妬む継母・トレメイン夫人とその娘たちから闇の気配を感じ取り、彼女らの屋敷へ調査に赴く。

ミラージュアリーナ（Mirage Arena）
機械仕掛けで動く、幻想を作り出す世界。バトルやミニゲームをシングルプレイもしくはマルチプレイで行うことができる。
不思議な塔（Mysterious Tower）
元キーブレードマスターでミッキーの師匠、イェン・シッドのいる塔。テラ編では中盤、ヴェントゥス編とアクア編では終盤に訪れる。
テラ編
マスター・エラクゥスの古い友人であるイェン・シッドに話を聞きに来たテラ。イェン・シッドはマスター・ゼアノートがアンヴァースに関係している可能性を説き、マスター・ゼアノートを探すよう助言する。
ヴェントゥス編
星のカケラによってネバーランドから飛ばされてきたヴェントゥスはドナルドとグーフィーに連れられ、イェン・シッドに会う。イェン・シッドが見せたビジョンではミッキーが荒野で倒れており、ヴェンは勇んでそれを助けに行こうとする。
アクア編
異空の回廊で漂うミッキーを見つけたアクアは、イェン・シッドの塔まで彼を介抱する。そこでイェン・シッドから知らされたのは、マスター・エラクゥスが討たれたという知らせだった。

レイディアントガーデン（Radiant Garden）
賢者アンセムの治める世界で、光に溢れた「輝ける庭」。城を中心としてその周りには住宅街が広がっている。
テラ編
マスター・ゼアノートからヴァニタスを探すよう命ぜられたテラは、巨大アンヴァースを追ってヴェントゥスとアクアに再会する。すれ違いから二人を振り切り、再び一人で歩き出したテラだったが、ブライグという男が姿を見せた。彼はマスター・ゼアノートを捕らえているという。
ヴェントゥス編
ミッキーの持つ星のカケラにより、謎の荒野から飛ばされてきたヴェントゥス。テラとアクアに再会するも、また三人は別々の道を歩むこととなってしまう。消沈するヴェントゥスだったが、そこでリアとアイザという少年たちに出会う。
アクア編
テラの後を追って降り立ったアクアは、強い光を持つ少女・カイリがアンヴァースに襲われているところに遭遇する。そこで出会ったミッキーと共にアンヴァースを撃退するが、さらに巨大アンヴァースが出現。アンヴァースを追ってテラとヴェントゥスに再会したのだった。

ディズニータウン（Disney Town）
ディズニーキャッスルという世界の城下町で、今は町一番の人気者を決める「ドリーム・フェスティバル」が行われている真っ只中である。
テラ編
テラはディズニータウンで行われている「ランブルレーシング」の会場に入り込んでしまう。レースに出場する車型のアンヴァースを倒すため、テラもレーサーとして参加することに。
ヴェントゥス編
フェスティバルのメイン会場で、アイスクリームを製造する機械の使い方がわからないヒューイたちを見かけたヴェントゥス。ヴェントゥスは機械を操り、「リズミックアイス」でアイスクリーム作りに挑戦する。
アクア編
メイン会場では、ホーレス・ホースカラーが困っている様子。フルーツボール広場にアンヴァースが現れ、手に負えないというのだ。アクアは「フルーツスキャッター」でアンヴァースに挑む。

オリンポスコロシアム（Olympus Coliseum、作品：ヘラクレス）
オリンポスに位置する闘技会場。本作では下界の町、テーベも登場する。
テラ編
ヘラクレスという少年から闘技大会について聞いたテラは、力試しのために出場しようとする。それを見た冥界の王ハデスはテラに眠る闇の力に目を付け、闘技大会に出れば闇の力を支配する方法を教えるとうそぶく。
ヴェントゥス編
英雄を目指すヘラクレスと友達になったヴェントゥス。彼はトレーナーであるフィルの下で修行に励んでいるのだが、同じく英雄を志望する少年・ザックスも現れ、二人は弟子の座をかけ闘技大会で競うこととなる。
アクア編
コロシアムではチャンピオンとなったテラの話題でもちきりになっていた。テラの手がかりを探るアクアは、フィルにより半ば強引に闘技大会に参加させられることに。

ディープスペース（Deep Space、作品：リロ・アンド・スティッチ）
宇宙船の飛び交う宇宙空間。本作のスティッチはまだリロに名前を与えられる前の、試作品626号と呼ばれていた頃の物語である。
テラ編
テラは巨大な宇宙船に捕まってしまう。難なく牢獄を抜け出したテラであったが、同じく囚われの身となっていたジャンバ博士に助けるよう頼まれる。ジャンバ博士は宇宙最強の生物・試作品626号を作った罪で投獄されていた。
ヴェントゥス編
宇宙船に侵入したアンヴァースを追い、ヴェントゥスもその中へ潜入する。そこで出会った試作品626号はヴェントゥスたちの「つながりのお守り」と同じ形のものを持ち、テラとアクアを知っている様子を見せた。
アクア編
「つながりのお守り」に似たものを見つけたアクアだったが、試作品626号がそれを奪ってどこかへ逃げていく。そこへ試作品626号を追っていたガントゥ大尉が現れ、アクアは密航者としてガントゥに連行されてしまう。

ネバーランド（Never Land、作品：ピーター・パン）
永遠に大人になることのない国。これまでのシリーズでは海賊船や離れ小島が舞台となっており、本島が登場するのは本作が初めてとなる。
テラ編
テラはフック船長とその手下スミーがアンヴァースから宝箱を守っているところに出くわす。宝箱の中には光が詰まっているといい、その光をピーター・パンという少年が狙っているらしい。テラは光を守るため、フック船長に手を貸すことに。
ヴェントゥス編
ロスト・ボーイズとティンカー・ベルに出会ったヴェントゥスは、島に落ちたという流れ星を探しに行くことに。ミッキーの星のカケラを見つけたヴェントゥスだったが、フック船長にティンカー・ベルと星のカケラを奪われてしまう。
アクア編
宝の地図を拾ったアクアは、ロスト・ボーイズとピーター・パンに宝探しのリーダーに任命されてしまう。宝探しを終えた彼女が感じたのは、ヴァニタスの強力な闇の気配だった。

デスティニーアイランド（Destiny Islands）
本島と離れ小島で形成される、小さな島国。
テラ編
暖かな光に導かれたテラは、浜辺で遊ぶ少年二人を見かける。その内の一人、リクから強い光を感じ取ったテラは、リクに「キーブレード継承の儀式」を行う。
ヴェントゥス編
旅立ちの地でテラが開いた回廊によって飛ばされてきたヴェントゥス。そこにヴァニタスも現れ、決戦の地・キーブレード墓場へ来るよう言い渡される。
アクア編
強い光を感じてやってきたアクア。そこで出会ったリクにキーブレードが継承されていると感じ取ったアクアは、その親友であるソラに、リクが迷った時には傍にいるよう頼む。

キーブレード墓場（Keyblade Graveyard）
謎の荒野の正体。かつてキーブレード戦争の戦場となった地で、見渡す限りの荒野に無数のキーブレードが突き刺さっている。マスター・ゼアノートの野望を阻止するため、テラ、ヴェントゥス、アクアはそれぞれの決意を胸に再び集う。

## スタッフ
- ディレクター、コンセプトデザイン、ストーリー、2Dメインアート：野村哲也
- Co.ディレクター：安江泰
- シナリオ、カットシーンディレクター：岡勝
- シナリオプロット：渡辺大祐
- 音楽：下村陽子、関戸剛、石元丈晴
- メインプログラマー：後藤保、中道雅史
- アートディレクター：藤本武史
- マッププランニングディレクター：宮崎要
- アニメーションディレクター：浜田康司、品川宗則
- テクスチャーアートディレクター：山崎透、岡内舞
- VFXアートディレクター：杉山浩隆
- アニメーション監修：神藤辰也
- 3Dキャラクターモデリング監修：栢野智博
- マッププランニング監修：遠藤剛
- 3Dマップモデリング監修：田中正英
- キャラクターアート監修：長谷川朋広
- インターフェースアート監修：荒川健
- VFXアート監修：佐藤修一
- シネマティックムービーディレクター：野末武志
- ダイアログエディター：須賀麻子
- サウンドエディター：稲倉遼
- プロジェクトマネージャー：西理江
- パブリシティプロデューサー：大日方可功子
- プロデューサー：パトリック・チェン
- Co.プロデューサー：吉本よういち
- エグゼクティブプロデューサー：橋本真司
- 主題歌：『光』（作詞・作曲・歌：宇多田ヒカル、編曲：河野圭・宇多田ヒカル）

## 関連作品
- 『キングダム ハーツ バース バイ スリープ ポストカードブック』2010年2月26日、ISBN 978-4-7575-2817-8
- 『キングダム ハーツ バース バイ スリープ アルティマニア』2010年3月25日、ISBN 978-4-7575-2788-1
- 小説『キングダム ハーツ バース バイ スリープ』（著：金巻ともこ、原案：野村哲也・岡勝、イラスト：天野シロ）
  - Vol.1 Something Strange 2010年12月24日、ISBN 978-4-7575-3111-6
  - Vol.2 Best Friends 2011年2月24日、ISBN 978-4-7575-3154-3
  - Vol.3 To the Future 2011年5月26日、ISBN 978-4-7575-3221-2